# Wynton Rufer
Wynton Alan Whai Rufer (Wellington, 29 de dezembro de 1962) é um ex-futebolista e treinador de futebol neozelandês.

## Carreira
Depois de jogar por Stop Out e  Wellington Diamond em seu país natal, Rufer foi o primeiro jogador de futebol neozelandês a assinar um contrato profissional - em 1981, com o Norwich City, que ainda contratou seu irmão mais velho, Shane (meio-campista), para um período de experiência no clube. O atacante não entrou em campo nenhuma vez pelos Canários, regressando ao seu país em 1982 para defender o Miramar Rangers.
Jogou ainda na Alemanha, pelo Werder Bremen, clube por qual foi artilheiro da Liga dos Campeões da UEFA de 1993/94, o único jogador da Oceania com esta marca, e onde conquistou uma Copa da Alemanha e uma Recopa Europeia; e pelo Kaiserslautern, depois de uma passagem de 2 temporadas pelo futebol do Japão (54 partidas e 38 gols pelo JEF United Ichihara). Também jogou no futebol suíço, por Zürich, Aarau e Grasshoppers. Encerrou a carreira em 2002, como jogador e técnico do Auckland Kingz - jogara anteriormente por Central United e North Shore United, onde também foi treinador, em 1997. 
Rufer é o único jogador neozelandês a jogar a Liga dos Campeões, jogando 6 partidas e 4 gols. Pela Nova Zelândia, disputou apenas 23 partidas em 17 anos pela seleção, e marcou 12 gols. O estranho é que mesmo sendo a estrela da seleção neozelandesa, muitas vezes passava longos períodos sem jogar pela seleção, chegando a passar até 7 anos sem atuar pela Nova Zelândia (1989-1996). Participou da Copa de 1982, a única disputada pelo país até a de 2010, tendo sido dele o gol que classificou o país para o mundial, na repescagem contra a China. Trabalhou ainda como técnico da seleção Sub-16 da Nova Zelândia e de Papua-Nova Guiné, entre 2014 e 2015.
Atualmente, faz parte do Comitê da FIFA, junto com Pelé, Platini, Beckenbauer e Bobby Charlton.